# Estación de Caleta
Caleta es una estación en superficie de la línea 1 del Metro de Granada, situada en el límite entre los distritos Beiro y San Lázaro de la ciudad de Granada. Se ubica frente a la plaza de la Caleta, a la que debe su nombre, uno de mayor concentración de servicios administrativos y ciudadanos de la capital.

## Situación
La estación de Caleta se encuentra situada en el extremo norte de la Avenida de la Constitución, en el distrito Beiro. Su localización frente a la Plaza de la Caleta, que le otorga su nombre, la convierte en la estación que congrega en su entorno la mayor cantidad de servicios ciudadanos y la segunda en afluencia de pasajeros, solo por detrás de Recogidas.
Junto a la plaza se emplaza el Hospital General de Granada, el Hospital Materno Infantil y el Centro de Consultas Externas, todos ellos pertenecientes al Hospital Universitario Virgen de las Nieves, uno de los dos grandes complejos sanitarios de la ciudad. A 400 metros de la estación se encuentra el Hospital Clínico, perteneciente al Complejo San Cecilio.
Al otro lado de la avenida se localiza la Sede Judicial de Caleta, en donde se agrupan gran parte de los servicios judiciales de la capital, así como de la comunidad autónoma: Además del Registro Civil y los juzgados de guardia, instrucción, primera instancia, contencioso-administrativo, mercantil, penal y social, también se localizan en este edificio la Audiencia Provincial de Granada, la Fiscalía Superior de Andalucía y algunas de las salas del Tribunal Superior de Justicia de Andalucía, Ceuta y Melilla.

## Características y servicios
La configuración de la estación es de dos andenes laterales de 65 metros de longitud con sendas vías, una por cada sentido. La arquitectura de la estación se dispone en forma de doble marquesina a ambos lados, con un techo y elementos arquitectónicos y decorativos en acero y cristal.
La estación es accesible a personas con movilidad reducida, tiene elementos arquitectónicos de accesibilidad a personas invidentes y máquinas automáticas para la compra de títulos de transporte. También dispone de paneles electrónicos de información al viajero y megafonía.
La construcción de la estación implicó la reorganización de la calle, de manera que sus andenes forman parte del bulevar peatonal que se extiende a lo largo de toda la avenida de la Constitución. A lo largo de este bulevar se creó una exposición permanente compuesta por una colección de esculturas en bronce que retratan a personajes relevantes para Granada como Federico García Lorca, Manuel de Falla, Pedro Antonio de Alarcón o Elena Martín Vivaldi.

## Intermodalidad

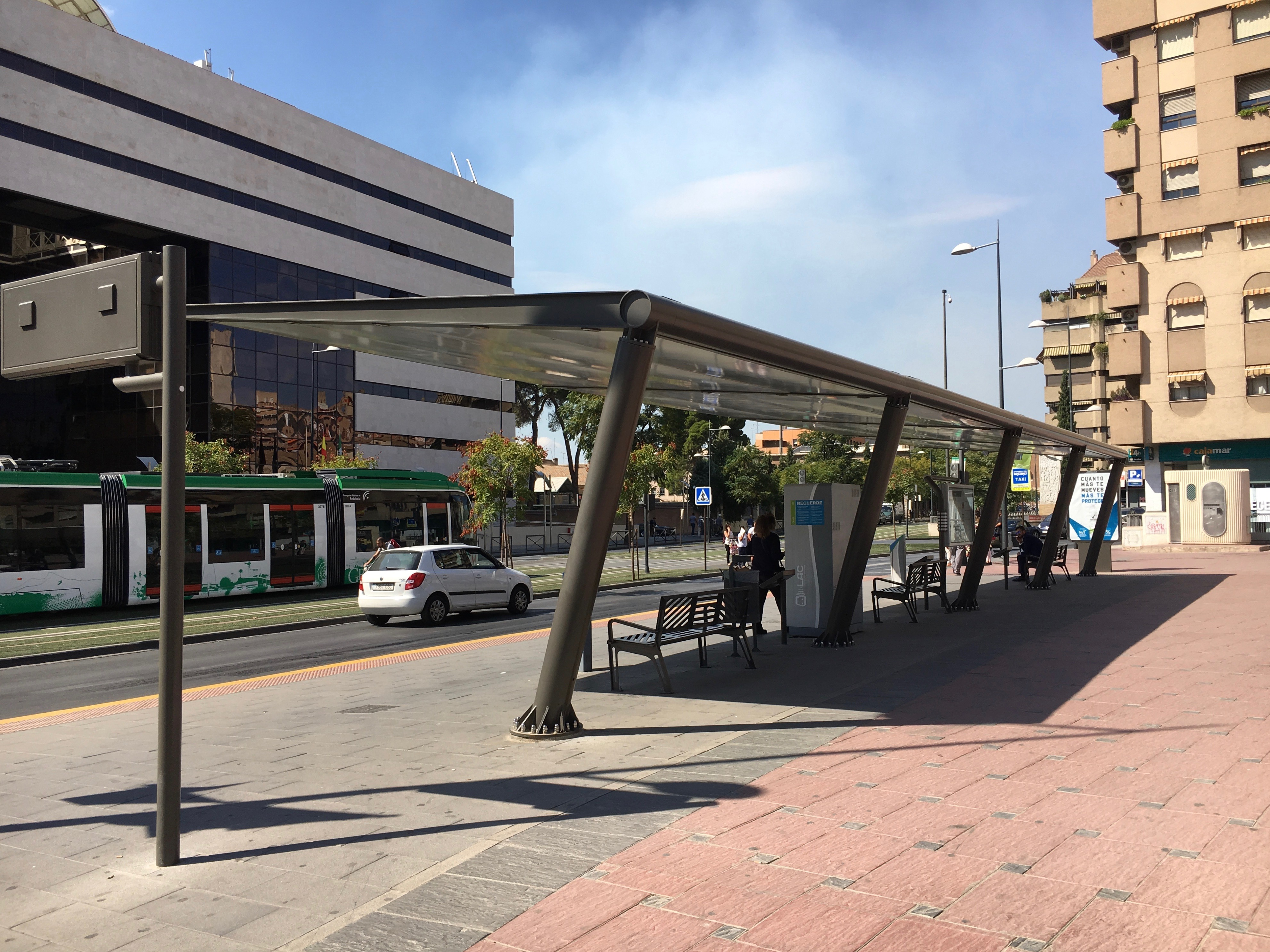
Intercambiador de Caleta junto a la estación, donde dan servicio las principales líneas de bus.

Caleta es una de los principales puntos de la red de Metro de Granada en cuanto a intermodalidad con otros medios se refiere. La infraestructura de la propia estación incorpora un aparcamiento para bicicletas.
Frente a la estación se encuentra la parada «Caleta» de la Línea de Alta Capacidad (LAC) — un sistema de BRT que da servicio al centro de la ciudad y complementa el trazado del metropolitano. Junta a ella se encuentra el intercambiador de Caleta, donde dan servicio la mayoría de líneas Norte de la red de autobuses urbanos de Granada.
Adicionalmente, a 150 metros, en la Avenida del Sur se encuentra una parada de la red de buses interurbanos del Consorcio de Transportes de Granada. En esta, da servicio la línea especial que une la ciudad con el Aeropuerto de Granada y las líneas metropolitanas que conectan con los municipios de Fuente Vaqueros, Chauchina, Láchar, Cijuela, Santa Fe, Pinos Puente, Valderrubio, Obéilar y Zujaira.